# The Burglar's Dilemma
The Burglar's Dilemma er en amerikansk stumfilm fra 1912 af D. W. Griffith.

## Medvirkende
- Lionel Barrymore.
- Henry B. Walthall.
- Robert Harron.
- Harry Carey.
- Charles West.